# Ishikawa Kazumasa
Ishikawa Kazumasa est un nom japonais traditionnel ; le nom de famille (ou le nom d'école), Ishikawa, précède donc le prénom (ou le nom d'artiste).
Ishikawa Kazumasa (石川 数正, 1534-1609)  est un vassal notable de Tokugawa Ieyasu au service duquel il se trouve depuis l'enfance lorsqu'ils sont tous deux otages du clan Imagawa.
Après 1560, quand Ieyasu abandonne les Imagawa, Kazumasa devient alors un obligé et administrateur de qualité sous son commandement. Au cours de l'année 1562, quand Ieyasu réussit à convaincre Imagawa Ujizane de libérer sa famille, Kazumasa agit en tant que gardien des Imagawa, ce qui à l'époque est une tâche très dangereuse[pourquoi ?].
Après la victoire de Toyotomi Hideyoshi sur Shibata Katsuie en 1583, Ieyasu exprime ses félicitations à Hideyoshi par l'intermédiaire de Kazumasa. Plus tard, Kazumasa et Sakakibara Yasumasa publient en conséquence des déclarations attaquant Hideyoshi, en raison de la décision des Tokugawa. Kazumasa sert au quartier général de Komaki pendant la campagne de Komaki et Nagakute.
En 1585, Kazumasa, consterné par ce qu'il considère comme une attitude imprudente de la part de Tokugawa de résister à Toyotomi Hideyoshi, change de camp et se range du côté de Hideyoshi. Cela incommode Ieyasu qui doit reconstruire son organisation militaire et ses politiques de défense, puisque Kazumasa est très informé sur leur organisation.
Kazumasa décide plus tard de prendre sa retraite et de vivre avec son fils Ishikawa Yasumichi jusqu'à sa mort en 1609.

## Source de la traduction
- (en) Cet article est partiellement ou en totalité issu de l’article de Wikipédia en anglais intitulé « Ishikawa Kazumasa » (voir la liste des auteurs).